# Shakir (Vorname)
Shakira (arabisch: شاكرة) bzw. Shakir (arabisch: شاكر) ist ein Vorname.

## Herkunft und Bedeutung
Der männliche arabische Vorname Shakir bedeutet dankbar; von der Wurzel شَكشَرَ (shakara), was dankbar bedeutet. Eine weitere Variante ist Shakur bzw. Şakir (türkisch).
Shakira ist die weibliche Variante des Namens. Eine weitere Variante ist Shakura.

## Bekannte Namensträger

### Weiblich
- Shakira Caine (* 1947), guyanisch-britisches Model und Ehefrau des Schauspielers Sir Michael Caine
- Shakira Isabel Mebarak Ripoll, bekannt als Shakira (* 1977), kolumbianische Pop-Rock-Sängerin und Songwriterin

### Männlich
- Shakir Stewart (1974–2008), US-amerikanischer Musikunternehmer
- Shakir Hassan Al-Said (1925–2004), irakischer Künstler